# Кинг, Джеймс (журналист)
Джеймс Кинг (англ. James Kynge /dʒeɪmz kɪŋ/, в русскоязычных источниках также Киндж) — бывший глава китайского бюро Financial Times, занимавший этот пост в течение семи лет. Его первая книга «Китай, который потряс мир» описывает развитие Китая как мировой державы. В 2006 году книга получила награду Financial Times and Goldman Sachs Business Book of the Year Award.
Как журналист Джеймс Кинг провел более двух десятилетий в Азии, первоначально работая на агентство Reuters, а затем, как глава китайского бюро агентства Financial Times в период между 1998 и 2005 годах. Он описывал многие из событий в то время — в том числе японскую дефляцию, бойню на площади Тяньаньмэнь, начало государственности пяти бывших советских республик Центральной Азии в начале 1990-х, азиатский финансовый кризис 1997 года и превращение Китая в могущественную экономическую державу с 1998 года.
Кинг свободно говорит на китайском и регулярно выступает в качестве комментатора китайских и азиатских проблем для СМИ, в том числе NPR, CNN и BBC. Он живет в Пекине, женат и имеет троих детей.